# Алтай (місто, Казахстан)
Алта́й (до 2018 року — Зиряновськ; каз. Алтай, рос. Алтай) — місто, адміністративний центр Алтайського району та Алтайської міської адміністрації Східноказахстанської області Казахстану.
Населення — 36360 осіб (2021; 39320 у 2009, 43894 у 1999, 52838 у 1989).

## Історія
Місто засноване 1791 року як рудня Алтайського гірського округу після відкриття тут Герасимом Зиряновим багатого родовища поліметалічних руд. На честь першовідкривача й надана назву новому поселенню. 17 січня 1941 року Указом Президії Верховної Ради Казахської СРСР селище Зиряновська рудня отримало статус міста і отримало сучасну назву.
Місто та його околиці належать до історичних земель Бухтарминського краю, у якому від моменту його колонізації проживали старообрядці різних напрямків, переважно безпопівці поморської згоди. Свою віру бухтарминські безпопівці називали «стариковською» (вірою старших), оскільки ними у питаннях віри керували старі люди, до порад яких вони прислухались. Населення Бухтарминського краю офіційно увійшло до складу Російської імперії 1791 року, саме в рік заснування Зиряновської рудні.
У 1941—1944 роках у місті працював евакуйований сюди Полтавський обласний музично-драматичний театр імені Миколи Гоголя. В місті і в регіонах проживали й нині проживають чимало нащадків переселенців з України різних часів.
Станом на 1989 рік місто перебувало у підпорядкуванні Усть-Каменогорської міської ради обласного підпорядкування.
28 грудня 2018 року місто перейменовано в Алтай.

## Культура

### Суперечка щодо пам'ятника Леніну
У 1962 році в місті встановили пам'ятник Леніну. З часом він залишився єдиним пам'ятником Леніну у Східному Казахстані. У 2018 році мешканці міста виступили з пропозицією його знести.
16 травня 2023 року стало відомо, що масліхат міста Алтай виділив 1,449 млн теньге на ремонт пам'ятника. За це масліхат критикували. Голова районної ради Лариса Гречушнікова заявляла: «Тут немає жодного політичного підґрунтя. Пам'ятник розташований біля підприємства «Казьмириш» та в людному місці. Тому він не повинен залишатися у занедбаному стані».
18 серпня 2023 року пам'ятник було знесено під час проведення ремонтних робіт.